# Coscinia liouvillei
Coscinia liouvillei là một loài bướm đêm thuộc phân họ Arctiinae, họ Erebidae.